# Хеннингсен, Агнес
Агнес Катинка Маллинг Хеннингсен (дат. Agnes Kathinka Malling Henningsen; 18 ноября 1868, Skovsbo Castle, Южная Дания — 21 апреля 1962, Копенгаген) — датская писательница и активистка движения за сексуальную свободу. Её творчество было сосредоточено на темах на любви и секса, как и её собственная жизнь.

## Биография
Агнес Хеннингсен родилась в поместье Сковсбо на юге Фюна. Её отец был фермером. После того, как её мать и отец умерли, когда она была ещё совсем маленькой, родственники отправили её вместе с сестрой в школу-интернат для девочек в Антворскове близ Слагельсе. После этих печальных событий в её семье Хеннингсен осталась атеисткой на всю оставшуюся жизнь. Она вышла замуж за Мадса Хеннингсена, школьного учителя, от которого она родила троих детей. Их брак закончился разводом после того, как муж покинул её и эмигрировал в Америку. Отцом её четвёртого ребёнка, архитектора и дизайнера Поуля Хеннингсена, был писатель Карл Эвальд. Будучи матерью-одиночкой, Агнес Хеннингсен некоторое время зарабатывала на жизнь в парикмахерской в центре Копенгагена, но позднее посвятила всё своё время писательству.
Ещё будучи замужем, Хеннингсен подружилась с Германом Бангом, который в 1891 году помог ей опубликовать несколько коротких рассказов в газете «København» под псевдонимом Хельга Майнерт (дат. Helga Maynert). После нескольких трудных лет жизни в Копенгагене в 1898 году Хеннингсен переехала в Роскилле, где она смогла сосредоточиться на писательстве. В 1899 году она опубликовала свой первый роман Glansbilledet, сразу же за ним последовал Strømmen. Под влиянием импрессионизма Банга Хеннингсен изобразила в обоих романах несколько фригидных, депрессивных женщин, страдающих от недостатка деятельности и устоявшиеся эгоцентрические установки.
В 1900 году в её жизни начался период частых путешествий, череды новых любовников и интересных дружеских отношений с деятелями культуры Копенгагена, в том числе с Густавом Видом, Хольгером Драхманом и Георгом Брандесом. Проведя долгое время в Польше, в 1901 году она написала имевшую успех книгу «Дочери Польши» (дат. Polens Døtre), интимное произведение, описывающее несчастливые отношения двух женщин с одним и тем же мужчиной, вызванные их платоническими взглядами и сексуальными страхами. В этой книге Хеннингсен развила более прямой собственный стиль, свободный от влияния Банга. В 1919 году она вышла замуж за писателя Симона Коха, но продолжала иметь внебрачные связи, отказываясь принимать условности буржуазного мира. Её самыми успешными работами стали восемь томов её мемуаров (Erindringer), написанных в период с 1941 по 1955 год и отображающих различные эпизоды её жизни: Let Gang paa Jorden, Letsindighedens Gave, Byen erobret, Kærlighedssynder, Dødsfjende-Hjertenskær, Jeg er Levemand, Den rige Fugl и Skygger over Vejen.
На протяжении большей части своей жизни Хеннингсен не нравилась своим современникам за её свободные сексуальные взгляды и поведение, но впоследствии она встретилась с более позитивным интересом к своему творчеству со стороны молодого поколения. Когда в 1960 году была основана Датская академия, она была одной из двух её женщин-членов, другой была Карен Бликсен.